# Крістер Фурст
Крістер Фурст (швед. Christer Fursth, нар. 6 липня 1970, Еребру) — шведський футболіст, що грав на позиції півзахисника.

## Клубна кар'єра
У дорослому футболі дебютував 1988 року виступами за команду «Еребру» і в першому ж сезоні вийшов з командою у фінал Кубка Швеції, а також виграв другий дивізіон країни. 9 квітня 1989 року дебютував у Аллсвенскан в матчі проти «Гальмстада» (2:1) і в подальшому став з командою віце-чемпіоном Швеції у сезонах 1991 та 1994 років. Всього провів сім сезонів, взявши участь у 196 матчах чемпіонату.
Протягом сезонів 1995 та 1996 років захищав кольори команди «Гельсінгборга», після чого відправився у «Кельн», де не зумів закріпитись, зігравши лише 4 гри у Бундеслізі, тому змушений був повернутись на батьківщину і протягом 1998—2003 років захищав кольори клубу «Гаммарбю». У сезоні 2001 року він виграв з клубом шведський чемпіонат.
Завершив професійну ігрову кар'єру у еміратському клубі «Аль-Айн», за який виступав протягом 2003—2004 років і став чемпіоном країни.

## Виступи за збірні
Фурст виступав за молодіжну збірну Швеції, з якою став срібним призером молодіжного чемпіонату Європи 1992 року. Того ж року став з командою чвертьфіналістом футбольного турніру на літніх Олімпійських іграх у Барселоні.
26 січня 1992 року дебютував в офіційних іграх у складі національної збірної Швеції в товариському матчі з Австралією (0:0) у Сіднеї. Всього протягом кар'єри у національній команді, яка тривала 4 роки, провів у формі головної команди країни 4 матчі, забивши 1 гол.

## Досягнення
- Чемпіон Швеції (1): 2001
- Чемпіон ОАЕ (1): 2003/04